# Hong Yong-jo
Hong Yong-jo (홍영조 en coreano), (Pyongyang, Corea del Norte; 22 de mayo de 1982) es un futbolista norcoreano, juega de delantero y actualmente juega en el 4.25 Sports Club de la Liga de fútbol de Corea del Norte.

## Trayectoria
En la temporada 2007-2008 llega a Serbia para jugar por FK Bezanija, club con el cual desciende de categoría.
A mediados del 2008 se marcha al FC Rostov club con el cual asciende a la Liga Premier de Rusia. En la temporada 2009 estuvo a poco de descender, salvándose en las últimas fechas.

## Selección nacional
Ha sido internacional con la Selección de fútbol de Corea del Norte, ha jugado 42 partidos internacionales y ha anotado 11 goles.

### Participaciones en Copas del Mundo
| Mundial                        | Sede      | Resultado    |
| ------------------------------ | --------- | ------------ |
| Copa Mundial de Fútbol de 2010 | Sudáfrica | Primera fase |

## Clubes
| Club              | País            | Año             |
| ----------------- | --------------- | --------------- |
| 4.25 Sports Group | Corea del Norte | 2004-2007       |
| F. K. Bežanija    | Serbia          | 2007-2008       |
| F. C. Rostov      | Rusia           | 2008-2010       |
| 4.25 Sports Group | Corea del Norte | 2010-Actualidad |